# ロードオブモンスターズ
『ロードオブモンスターズ』(Lord of Monsters)は、ソニー・コンピュータエンタテインメント(SCE)が運営・発売したシミュレーションゲームシリーズ作品。開発元はリンドブルム。ディレクションは、1作目は山下信行（『パンツァーフロント』など）と鶴見六百（『クラッシュ・バンディクー』など）、2作目以降とPlayStation版は吉川太（『サーカディア』など）。
シリーズ作品は、1996年から1999年までSCEのウェブサイトで提供された対人戦型CGIゲーム（全4作）、1999年6月10日にリアルタイムストラテジーとして作られたPlayStation用ソフトからなる。CGIゲーム版は数万人の登録者を有するほどにまでヒットし、SCEの公式サイトGARAGEのキラーコンテンツとなった。略称はLM、ロドモン。
タイトルから連想されるとおり、プレイヤーはサモナー（召喚士）として、MPを消費しモンスターを召喚、時折補助魔法を用いてモンスターを援護し、敵のサモナーを倒すことがゲームの目的となる。召喚するモンスターや魔法は事前に編集することができる。
1999年3月19日、東京ゲームショウ'99春の併催イベントである第5回CESA技術戦略説明会でディレクター・吉川太によってネットワークゲームとしてのコンセプト・運営テクニックについての講演があった。
CGIゲーム版は現在すべてサービスを停止しているが、第一作をFlashで作り直した『Lord of Monsters Regenerate1』がリンドブルムのサイトで公開されている。

## LM1

### 概要
1996年公開。10ポイントの召喚ポイント(SP)を使って部隊を編成し、相手の部隊とどちらかが全滅するまで戦闘する。

### 登場モンスター
| 名前       | SP | HP | 特徴          |
| ---------- | -- | -- | ------------- |
| Skelton    | 1  | 1  | Slash         |
| Gnome      | 1  | 1  | Shoot         |
| Hell Hound | 2  | 2  | Slash, Resist |
| Falcon     | 2  | 2  | Slash, Flying |
| Lizardman  | 2  | 2  | Slash, Armor  |
| Elf        | 2  | 2  | Shoot, Armor  |
| Ogre       | 3  | 4  | Crush         |
| Golem      | 4  | 4  | Crush, Armor  |
| Dragon     | 6  | 8  | Breath        |

## LM2

### 概要
プレイヤーはIPアドレス毎に割り振られた国に所属し、16ポイントの召喚ポイント(SP)を使って部隊を編成する。
編成した部隊を使い、敵国に攻め入ったり、自国の政府に戦いを挑んだりできる。
自国の政府のプレイヤーに勝利し、かつ名声が充分にある場合には政府の役人になることができ、国軍の編成などの特殊な任務を行うことができるようになる。

### 登場モンスター
| 名前            | SP | HP | 攻撃特性         | 防御特性            | 召喚条件                   | 特殊召喚条件             |
| --------------- | -- | -- | ---------------- | ------------------- | -------------------------- | ------------------------ |
| Kobold          | 1  | 1  | ボウ             | なし                | なし                       | なし                     |
| Skeleton        | 1  | 1  | ソード           | なし                | なし                       | なし                     |
| Elf             | 2  | 2  | ボウ             | アーマー            | なし                       | なし                     |
| Lizardman       | 2  | 2  | ソード           | アーマー            | なし                       | なし                     |
| Hell Hound      | 2  | 2  | クロウ           | レジストファイア    | なし                       | なし                     |
| Falcon          | 2  | 2  | ボウ             | フライング          | なし                       | なし                     |
| Gnoll           | 3  | 4  | アックス         | なし                | なし                       | なし                     |
| Golem           | 4  | 4  | パンチ           | アーマー            | なし                       | なし                     |
| Dragon          | 6  | 8  | ファイアブレス   | なし                | なし                       | なし                     |
| Salamander      | 3  | 2  | ファイアウォール | レジストファイア    | 深紅の力場                 | 軍師                     |
| Azer            | 3  | 2  | アーマメルト     | レジストファイア    | 深紅の力場                 | 軍師                     |
| Jack O' Lantern | 4  | 2  | ファイアブレス   | フライング          | 深紅の力場                 | 軍師                     |
| Fire Giant      | 4  | 4  | アックス         | レジストファイア    | 深紅の力場                 | 軍師                     |
| Undine          | 2  | 2  | ブレッシング     | なし                | 紺碧の力場                 | 近衛隊長                 |
| Mermaid         | 2  | 2  | アンチレジスト   | なし                | 紺碧の力場                 | 近衛隊長                 |
| Kelpie          | 3  | 2  | パラライズ       | レジストファイア    | 紺碧の力場                 | 近衛隊長                 |
| Sirene          | 3  | 1  | チャーム         | レジストファイア    | 紺碧の力場                 | 近衛隊長                 |
| Sylph           | 3  | 2  | フライト         | フライング          | 深緑の力場                 | 近衛兵                   |
| Imp             | 3  | 2  | カース           | フライング          | 深緑の力場                 | 近衛兵                   |
| Fairy           | 3  | 2  | ヘイスト         | フライング          | 深緑の力場                 | 近衛兵                   |
| Harpy           | 4  | 3  | チャーム         | フライング          | 深緑の力場                 | 近衛兵                   |
| Gnome           | 3  | 2  | プロテクト       | アーマー            | 漆黒の力場                 | 近衛兵                   |
| Leprachaun      | 3  | 2  | アースバインド   | アーマー            | 漆黒の力場                 | 近衛兵                   |
| Marionette      | 3  | 3  | アブゾーブ       | アーマー            | 漆黒の力場                 | 近衛兵                   |
| Gargoyle        | 4  | 4  | パラライズ       | フライング          | 漆黒の力場                 | 近衛兵                   |
| Vampire Bat     | 2  | 1  | アブゾーブ       | フライング          | 自国の領土が総領地の1/1000 | なし                     |
| Giant Crab      | 3  | 2  | ダブルアタック   | アーマー            | 自国の領土が総領地の1/200  | なし                     |
| Cerberus        | 4  | 4  | ダブルアタック   | レジストファイア    | 自国の領土が総領地の1/50   | なし                     |
| Scythe          | 4  | 4  | アックス         | フライング          | 自国の領土が総領地の1/10   | なし                     |
| Legend Dragon   | 10 | 16 | ファイアブレス   | フライング          | 自国の領土が総領地の1/2    | なし                     |
| Mummy           | 2  | 2  | パラライズ       | なし                | 名声100                    | 闘技場で優勝             |
| Carbuncle       | 2  | 2  | ヘイスト         | なし                | 名声400                    | 闘技場で優勝             |
| Wight           | 2  | 3  | アブゾーブ       | なし                | 名声1000                   | 闘技場で優勝             |
| Succubus        | 3  | 3  | チャーム         | なし                | 名声2800                   | 闘技場で優勝             |
| Lava Lizard     | 3  | 4  | ショット         | レジストファイア    | 名声8000                   | 闘技場で優勝             |
| Blink Dog       | 2  | 2  | ダブルアタック   | なし                | 名声13000                  | 闘技場で優勝             |
| Gorgon          | 4  | 2  | ファイアブレス   | アーマー            | 名声24000                  | 闘技場で優勝             |
| Vampire         | 4  | 5  | アブゾーブ       | レジストファイア    | 名声41000                  | 敵国の撃破、闘技場で優勝 |
| Valkylie        | 4  | 3  | ソード           | フライング+アーマー | 名声66000                  | 敵国の撃破、闘技場で優勝 |
| Kraken          | 5  | 8  | ダブルアタック   | なし                | 名声100000                 | 敵国の撃破、闘技場で優勝 |

## LM3

### 概要
前作と同じようにモンスターをMPの範囲内で召喚するところは同じだが、信仰する系統のモンスターは必要コストが－1されるなど細かい変更点がある。
召喚条件は前作と異なり、マップ上を歩くと現れる野生のモンスターを打ち倒すだけでほぼ全てのモンスターが召喚可能。モンスターの特性も前作に比べ大幅に増大した。
特にMPの最大値が増大し、より大規模な戦闘が楽しめるようになったことも大きい。

### 登場モンスター

#### 神族系
- ハシュラス
- ミノタウロス
- ケルベロス
- アンゲコック
- カーバンクル
- ケンタウロス
- アスピド
- サウジーネ
- ミルプエンジェル
- グラム
- パル
- フェニックス
- ジェヌーン
- レッドバイア
- ブルーバイア
- ホワイトバイア

#### 人造系
- グロッグゴーレム
- キメラ
- ロゴムー
- オルトロス
- ウォーパス
- ソーラーフラワー
- スライム
- インペリアック
- コカトリス
- イチャリポス
- ロンプハイエ
- アブトー
- グラッカ・リン
- ニッキラビット
- サイアン・ゲープ
- アルブル

#### 自然系
- フルクマトプス
- ワリェッペン
- コアモウルフ
- アギゾ・コニア
- ブルムベア
- エルフ
- ラバリザード
- ノットリア
- ワイバーン
- ピッスファルコン
- フェアリー
- ヤン・ガン・イ・タン
- ノーム
- ウンディーネ
- シルフィド
- サラマンドラ

#### 外来系
- オールドワン
- ダークヤング
- ゾムトビートル
- デアラプール
- カルディ・リペス
- プコロエール
- レムゲ・ハス
- ショゴス
- ゲムラス
- ビヤーキー
- オフト
- バシオン
- スターヴァンパイア
- フライングポリープ
- サーヴィター
- マ・ノ・ウォー

#### 特殊なモンスター
- 高橋ぴょん太
- アバター原田
- デスぴよ
- ひつじ
- うに

## LM4

### 概要
3作目までの内容とは打って変わって一般的なRPGに近い内容になった。
国同士の戦争要素は無くなったがモンスターの数が激増し、弱小国家が即座に潰されることもなくなった。
戦術的な要素は薄れたが結果的に親しみやすいゲームとなり、プレイ人口は跳ね上がった。

### 国営
プレイヤーは建国することにより自分の国を持つことができる。これらの国は国庫、倉庫、国営ダンジョン、連絡所（BBS）、道具屋などが存在し、農業、森林、海洋、市街などのパラメーターが存在する。
国王は国営に関する全ての行動をとれるが、国民となったプレイヤーに様々な権限を与えることが可能。
これらのパラメーターは資金を投資することによりレベルが上昇し、アイテム製造の原料や出現するモンスターのレベルや種類に影響し、高ければ高いほど高品質なアイテムが作りやすくなるが、徘徊するモンスターのレベルも上昇するためレベルの低いモンスターを連れたプレイヤーは到達しにくくなる。
国営ダンジョンは自国の者が育てたモンスターを徘徊させ、挑戦料を取ることにより運営される。これらダンジョンは通常徘徊しないようなモンスターが徘徊するため経験値などが稼ぎやすくなっているが、制覇された場合、懸賞金を挑戦者に支払わなくてはならない。
道具屋では国内で製造されたアイテムを売ることができ、製品価格は国王（または通商大臣）が決定する。
これらの国は聖地から下ることにより行き来することができるが、他国と街道を通じて行き来を楽にすることも可能（街道は一国に付き4つまで）。

### 戦闘
技やレベルの概念の存在により一般的なRPGに近い形式となり、各モンスターがお互いに技を応酬するがプレイヤーは指示を出すことはできず、技の優先順位やモンスターの編成などを決めることができるのみ。
モンスターの技は最大4つで特定種族のみに大ダメージや、HPの現在値を基準とした技など様々な種類がある。

#### 植物系
| No. | Name                   | 変体条件 | 合成方法                                                                   |
| --- | ---------------------- | -------- | -------------------------------------------------------------------------- |
| 1   | バクテリアマキシマム   | Lv10     | 植物系 ＋ 外来系                                                           |
| 2   | ブルーモールド         | Lv10     | バクテリアマキシマム ＋ バクテリアマキシマム                               |
| 3   | イエローモールド       | -        | ブルーモールド） ＋ ブルーモールド                                         |
| 4   | アスコモイド           | Lv10     | イエローモールド ＋ イエローモールド                                       |
| 5   | マイコニド             | Lv20     | アスコモイド ＋ アスコモイド                                               |
| 6   | シュリーカー           | -        | マイコニド ＋ マイコニド                                                   |
| 7   | アギゾコニア           | Lv10     | 植物系 ＋ 植物系                                                           |
| 8   | ストラングラーヴァイン | Lv10     | ?                                                                          |
| 9   | ローパー               | -        | ?                                                                          |
| 10  | ペアキャロット         | Lv10     | アスコモイド（グループ） ＋ アギゾコニア（グループ）                       |
| 11  | マンドレイク           | Lv10     | アスコモイド ＋ ペアキャロット                                             |
| 12  | グラシアン             | -        | アスコモイド ＋ マンドレイク                                               |
| 13  | クローリングケルプ     | Lv10     | 精霊系 ＋ 使徒系                                                           |
| 14  | ノットリア             | 神格化   | ?                                                                          |
| 15  | ブラックロータス       | -        | ?                                                                          |
| 16  | エント                 | Lv50     | アギゾコニア ＋ グラシアン、ローパー ＋ ドリアード、バルーンツリー ＋ 獣系 |
| 17  | トレント               | 神格化   | エアロプラント ＋ 獣系                                                     |
| 18  | ユグドラシル           | -        | スカイキャルヴ ＋ 獣系                                                     |
| 19  | バルーンツリー         | Lv50     | エント ＋ 鳥系                                                             |
| 20  | エアロプラント         | 神格化   | トレント ＋ 鳥系                                                           |
| 21  | スカイキャルヴ         | -        | ユグドラシル ＋ 鳥系                                                       |
| 22  | ナイトシェード         | Lv10     | バクテリアマキシマム（グループ） ＋ ペアキャロット（グループ）             |
| 23  | ベラドンナ             | Lv20     | ?                                                                          |
| 24  | ウルフスベイン         | -        | ?                                                                          |
| 25  | コダマ                 | Lv10     | （植物系水棲系獣系鳥系） ＋ 使徒系、精霊系 ＋ 外来系                       |
| 26  | キジムナ               | Lv20     | ?                                                                          |
| 27  | ドリアード             | -        | ?                                                                          |
| 28  | アルラウネ             | Lv20     | グラシアン ＋ ドリアード                                                   |
| 29  | ヴィーナストラップ     | 戦闘不能 | ?                                                                          |
| 30  | ブラッディーローズ     | -        | -                                                                          |

#### 水棲系
| No. | Name                   | 変体条件   | 合成方法                                               |
| --- | ---------------------- | ---------- | ------------------------------------------------------ |
| 31  | マ・ノ・ウォー         | Lv10       | ヴォルクレイ ＋ ノーチラス                             |
| 32  | プリズマティックファン | 暗礁の海図 | マ・ノ・ウォー ＋ マ・ノ・ウォー                       |
| 33  | ストームルーラー       | -          | -                                                      |
| 34  | シーラカンス           | Lv10       | プリズマティックファン ＋ （ノーチラスorタワーシェル） |
| 35  | ヴォルクレイ           | 熱き海流   | プリズマティックファン ＋ シーラカンス                 |
| 36  | ティアマト             | -          | -                                                      |
| 37  | ノーチラス             | Lv10       | 水棲系 ＋ 水棲系                                       |
| 38  | タワーシェル           | 熱き海流   | ?                                                      |
| 39  | ジャイアントオイスター | -          | -                                                      |
| 40  | ジャイアントクラブ     | Lv20       | 植物系 ＋ 水棲系                                       |
| 41  | プコロエール           | 海王の剣   | ?                                                      |
| 42  | ティタニックキャンサー | -          | -                                                      |
| 43  | キラーシャーク         | Lv20       | プリズマティックファン ＋ ヴォルクレイ                 |
| 44  | ハンマーヘッド         | 冷たき海流 | ?                                                      |
| 45  | グレートファング       | -          | -                                                      |
| 46  | ソードフィッシュ       | 海王の剣   | シーラカンス（グループ） ＋ ティタニックキャンサー     |
| 47  | シルバーブレード       | 深海の輝石 | -                                                      |
| 48  | ディープランサー       | -          | -                                                      |
| 49  | レモラ                 | Lv50       | 獣系 ＋ 鳥系                                           |
| 50  | シーサーペント         | 龍の涙     | ?                                                      |
| 51  | ジェヌーン             | -          | -                                                      |
| 52  | シンクポット           | 暗礁の海図 | ストームルーラー ＋ ノーチラス（グループ）             |
| 53  | オクトパス             | 神格化     | -                                                      |
| 54  | クラーケン             | -          | ?                                                      |
| 55  | マンタレイ             | 冷たき海流 | グレートファング ＋ レモラ                             |
| 56  | ヴェパル               | 深海の輝石 | -                                                      |
| 57  | フォルネウス           | -          | -                                                      |
| 58  | アスピド               | Lv50       | （オクトパスorクラーケン） ＋ エニグマティックエッグ   |
| 59  | アイランドフィッシュ   | 神格化     | ?                                                      |
| 60  | リヴァイアサン         | -          | -                                                      |

#### 獣系
| No. | Name                   | 変体条件   | 合成方法                                                       |
| --- | ---------------------- | ---------- | -------------------------------------------------------------- |
| 61  | フロッギー             | Lv10       | イグアノドン（グループ） ＋ ワイルドボア（グループ）           |
| 62  | ヘルベンダー           | Lv10       | フロッギー ＋ フロッギー                                       |
| 63  | ワリェッペン           | -          | ?                                                              |
| 64  | イグアノドン           | Lv10       | 植物系 ＋ 獣系                                                 |
| 65  | ラヴァリザード         | Lv20       | イグアノドン ＋ イグアノドン                                   |
| 66  | パイロレックス         | -          | ?                                                              |
| 67  | ワイルドボア           | Lv10       | 獣系 ＋ 獣系                                                   |
| 68  | サベイジエイプ         | Lv20       | ?                                                              |
| 69  | ブルムベア             | -          | ?                                                              |
| 70  | ブラックキャット       | Lv10       | シーラカンス ＋ ワイルドボア                                   |
| 71  | レオパルド             | Lv20       | ?                                                              |
| 72  | サーベルタイガー       | -          | ?                                                              |
| 73  | コアモウルフ           | Lv10       | ワイルドボア（グループ） ＋ ブラックバット（グループ）         |
| 74  | ブリンクドッグ         | Lv20       | ?                                                              |
| 75  | ケルベロス             | -          | ?                                                              |
| 76  | クラッシュライノス     | Lv20       | ワイルドボア（グループ） ＋ （サーベルタイガーorケルベロス）   |
| 77  | ウォーマンモス         | 七つの大罪 | ?                                                              |
| 78  | ベヒモス               | -          | -                                                              |
| 79  | ドラゴンパピー         | Lv20       | エニグマティックエッグ ＋ （パイロレックスorティラノレックス） |
| 80  | レッドバイア           | 氷の花     | ドラゴンパピー ＋ ヴァンパイアバット                           |
| 81  | ホワイトバイア         | -          | -                                                              |
| 82  | ラビッドラット         | Lv20       | ワイルドボア（グループ） ＋ グラム（グループ）                 |
| 83  | ヴォーパルバニー       | Lv50       | ?                                                              |
| 84  | カーバンクル           | -          | ?                                                              |
| 85  | エニグマティックエッグ | Lv10       | 水棲系 ＋ 鳥系                                                 |
| 86  | フルクマトプス         | Lv20       | ?                                                              |
| 87  | ティラノレックス       | -          | ?                                                              |
| 88  | ナーガ                 | Lv50       | ドラゴンパピー（グループ） ＋ ラビッドラット（グループ）       |
| 89  | ヒドラ                 | 神格化     | ?                                                              |
| 90  | ケツアルコアトル       | -          | -                                                              |

#### 鳥系
| No. | Name                 | 変体条件 | 合成方法                                                 |
| --- | -------------------- | -------- | -------------------------------------------------------- |
| 91  | バルチャー           | Lv10     | ブラックバット（グループ） ＋ ヤタガラス（グループ）     |
| 92  | ピッスファルコン     | Lv99     | バルチャー ＋ ヤタガラス                                 |
| 93  | ロック               | -        | ?                                                        |
| 94  | ブラックバット       | Lv10     | バルチャー（グループ） ＋ クサリク                       |
| 95  | ヴァンパイアバット   | Lv10     | ブラックバット ＋ パル、ドラゴンパピー ＋ ワイアーム     |
| 96  | ゴールデンバット     | -        | ?                                                        |
| 97  | ヤタガラス           | Lv20     | 鳥系 ＋ 鳥系                                             |
| 98  | レイブン             | 神格化   | ?                                                        |
| 99  | フェニックス         | -        | ?                                                        |
| 100 | ロングテイル         | Lv20     | 植物系 ＋ 鳥系                                           |
| 101 | バードオブパラダイス | 雷の種   | ユグドラシル ＋ ロングテイル                             |
| 102 | ホウオウ             | -        | -                                                        |
| 103 | クサリク             | Lv10     | 水棲系 ＋ 獣系                                           |
| 104 | ペガサス             | Lv10     | ペアキャロット ＋ クサリク                               |
| 105 | ペリュトン           | -        | ?                                                        |
| 106 | ネヴァン             | Lv10     | レイブン ＋ （モーリアンorモー・ショボー（グループ））   |
| 107 | マッハ               | Lv10     | レイブン ＋ ネヴァン                                     |
| 108 | モーリアン           | -        | レイブン ＋ マッハ                                       |
| 109 | アルビノペンギン     | 雷の種   | ペリュトン ＋ オールドワン                               |
| 110 | サンダーバード       | 神格化   | -                                                        |
| 111 | シムルグ             | -        | ?                                                        |
| 112 | ワイアーム           | Lv20     | ドラゴンパピー（グループ） ＋ ブラックバット（グループ） |
| 113 | ワイバーン           | 龍の涙   | ?                                                        |
| 114 | ブルーバイア         | -        | -                                                        |
| 115 | モー・ショボー       | Lv20     | ヤタガラス（グループ） ＋ アンゲコック（グループ）       |
| 116 | ハーピー             | 神格化   | ?                                                        |
| 117 | ガルーダ             | -        | ?                                                        |
| 118 | ラウム               | Lv10     | パル（グループ） ＋ ネヴァン（グループ）（要順番）       |
| 119 | マルファス           | Lv10     | ?                                                        |
| 120 | ハルファス           | -        | ?                                                        |

#### 精霊系
| No. | Name                 | 変体条件       | 合成方法                                             |
| --- | -------------------- | -------------- | ---------------------------------------------------- |
| 121 | コンパク             | Lv20           | 使徒系 ＋ 外来系                                     |
| 122 | ウィル・オ・ウィスプ | Lv50           | 精霊系 ＋ 精霊系                                     |
| 123 | サウジーネ           | -              | ウィル・オ・ウィスプ ＋ ウィル・オ・ウィスプ         |
| 124 | コボルド             | Lv20           | 植物系 ＋ 精霊系                                     |
| 125 | ノーム               | ジンのランプ   | コボルド ＋ コボルド                                 |
| 126 | ダオ                 | -              | -                                                    |
| 127 | イグニスファトゥース | Lv20           | 獣系 ＋ 精霊系                                       |
| 128 | サラマンドラ         | ジンのランプ   | イグニスファトゥース ＋ イグニスファトゥース         |
| 129 | イフリート           | -              | -                                                    |
| 130 | ケルピー             | Lv20           | 水棲系 ＋ 精霊系                                     |
| 131 | ウンディーネ         | ジンのランプ   | ケルピー ＋ ケルピー                                 |
| 132 | マリッド             | -              | -                                                    |
| 133 | ピクシー             | Lv20           | 精霊系 ＋ 虫系                                       |
| 134 | シルフィド           | ジンのランプ   | ピクシー ＋ ピクシー                                 |
| 135 | ディジニ             | -              | -                                                    |
| 136 | ケットシー           | Lv20           | ブラックキャット（グループ） ＋ コボルド（グループ） |
| 137 | ネコマタ             | 神格化         | ?                                                    |
| 138 | バステト             | -              | ?                                                    |
| 139 | カーシー             | Lv20           | コアモウルフ（グループ） ＋ コボルド（グループ）     |
| 140 | ノール               | 神格化         | ?                                                    |
| 141 | アヌビス             | -              | ?                                                    |
| 142 | ヤン・ガン・イ・タン | Lv20           | 植物系 ＋ イグニスファトゥース（グループ）           |
| 143 | ウコバク             | ヒゲ           | ?                                                    |
| 144 | アザー               | -              | -                                                    |
| 145 | マーメイド           | 氷の花         | 水棲系 ＋ ケルピー（グループ）                       |
| 146 | スノウ               | 銀の指輪       | -                                                    |
| 147 | メリュジーヌ         | -              | -                                                    |
| 148 | エルフ               | フェアリーの羽 | 鳥系 ＋ ピクシー（グループ）                         |
| 149 | フェアリー           | 王女のティアラ | -                                                    |
| 150 | ティターニア         | -              | -                                                    |

#### 使徒系
| No. | Name             | 変体条件   | 合成方法                                                                               |
| --- | ---------------- | ---------- | -------------------------------------------------------------------------------------- |
| 151 | アンゲコック     | Lv10       | ?                                                                                      |
| 152 | ワイト           | Lv10       | ?                                                                                      |
| 153 | マミー           | -          | ?                                                                                      |
| 154 | パル             | Lv50       | 鳥系 ＋ 精霊系                                                                         |
| 155 | ヴァンパイア     | 血の渇望   | ヴァンパイアバット ＋ ワイト                                                           |
| 156 | サキュバス       | -          | -                                                                                      |
| 157 | ユニコーン       | Lv20       | 使徒系 ＋ 使徒系                                                                       |
| 158 | ケンタウロス     | Lv50       | エルフ ＋ ユニコーン                                                                   |
| 159 | スフィンクス     | -          | ケンタウロス ＋ ペガサス                                                               |
| 160 | グラム           | Lv20       | ウィル・オ・ウィスプ ＋ スフィンクス、バードオブパラダイス ＋ セラフィム               |
| 161 | ミルプエンジェル | Lv50       | ?                                                                                      |
| 162 | アークエンジェル | -          | バードオブパラダイス ＋ ミルプエンジェル                                               |
| 163 | ミノタウロス     | 神格化     | クサリク ＋ ノール                                                                     |
| 164 | アムドゥシアス   | 七つの大罪 | ?                                                                                      |
| 165 | モーロック       | -          | -                                                                                      |
| 166 | ハシュラス       | Lv50       | バステト ＋ ミノタウロス                                                               |
| 167 | ラクシャーサ     | 七つの大罪 | ?                                                                                      |
| 168 | アラストル       | -          | -                                                                                      |
| 169 | ラミア           | 神格化     | ワイアーム ＋ サキュバス                                                               |
| 170 | エキドナ         | 七つの大罪 | ?                                                                                      |
| 171 | リリス           | -          | -                                                                                      |
| 172 | マルコシアス     | 炎のつらら | アヌビス ＋ ケルベロス                                                                 |
| 173 | グレモリー       | 七つの大罪 | -                                                                                      |
| 174 | ベルフェゴール   | -          | -                                                                                      |
| 175 | ドミニオン       | Lv50       | バードオブパラダイス ＋ アークエンジェル                                               |
| 176 | セラフィム       | 神の印     | ホウオウ ＋ アークエンジェル                                                           |
| 177 | メタトロン       | -          | -                                                                                      |
| 178 | サマエル         | 天魔の業   | （ベヒモスorモーロックorアラストルorリリスorベルフェゴールorベルゼバブ） ＋ メタトロン |
| 179 | ルシファー       | 七つの大罪 | -                                                                                      |
| 180 | サタン           | -          | -                                                                                      |

#### 虫系
| No. | Name                 | 変体条件   | 合成方法                                                                                     |
| --- | -------------------- | ---------- | -------------------------------------------------------------------------------------------- |
| 181 | イモムシ             | Lv10       | 植物系 ＋ 虫系                                                                               |
| 182 | ケムシ               | Lv20       | ワイルドボア ＋ イモムシ                                                                     |
| 183 | ニードル             | -          | ?                                                                                            |
| 184 | ジャイアントスラッグ | Lv10       | 水棲系 ＋ （虫系外来系）                                                                     |
| 185 | ゲムラス             | Lv20       | ジャイアントクラブ ＋ ジャイアントスラッグ                                                   |
| 186 | キングエスカルゴ     | -          | ?                                                                                            |
| 187 | キャリオンクローラー | Lv10       | 虫系 ＋ 虫系                                                                                 |
| 188 | サンドワーム         | Lv99       | コボルド ＋ キャリオンクローラー                                                             |
| 189 | ドール               | -          | サンドワーム ＋ サーヴィター                                                                 |
| 190 | アントウォーリアー   | Lv10       | 獣系 ＋ （虫系外来系）                                                                       |
| 191 | クリムゾンターマイト | Lv20       | イグニスファトゥース ＋ アントウォーリアー                                                   |
| 192 | デアラプール         | -          | ?                                                                                            |
| 193 | レムゲハス           | Lv10       | アントウォーリアー（グループ） ＋ ゾムトビートル（グループ）                                 |
| 194 | ブラックウィドゥー   | 神格化     | ?                                                                                            |
| 195 | アトラクナクア       | -          | ブラックウィドゥー ＋ サーヴィター                                                           |
| 196 | モスジャイアント     | Lv10       | 鳥系 ＋ （虫系外来系）                                                                       |
| 197 | バシオン             | 龍の涙     | ブルーモールド ＋ モスジャイアント                                                           |
| 198 | バタフライドラゴン   | -          | -                                                                                            |
| 199 | ギガントモスキート   | Lv10       | 使徒系 ＋ 虫系                                                                               |
| 200 | オフト               | 七つの大罪 | ?                                                                                            |
| 201 | ベルゼバブ           | -          | -                                                                                            |
| 202 | ゾムトビートル       | Lv10       | （ノーチラスorジャイアントクラブorエニグマティックエッグ） ＋ アントウォーリアー（グループ） |
| 203 | ドゥームローチ       | Lv99       | ?                                                                                            |
| 204 | ラストサヴァイヴァー | -          | ?                                                                                            |
| 205 | カルディリペス       | ヒゲ       | バクテリアマキシマム（グループ） ＋ アントウォーリアー（グループ）                           |
| 206 | ミルメコレオ         | Lv20       | -                                                                                            |
| 207 | マンティコア         | -          | ?                                                                                            |
| 208 | ビージャイアント     | Lv10       | バクテリアマキシマム（グループ） ＋ ギガントモスキート（グループ）                           |
| 209 | アサシンバグ         | 戦闘不能   | ?                                                                                            |
| 210 | キラーホーネット     | -          | -                                                                                            |

#### 外来系
| No. | Name                   | 変体条件         | 合成方法                                             |
| --- | ---------------------- | ---------------- | ---------------------------------------------------- |
| 211 | ラルヴァ               | Lv10             | ?                                                    |
| 212 | ミニオン               | Lv10             | マ・ノ・ウォー ＋ ラルヴァ、アトラクナクア ＋ ミ＝ゴ |
| 213 | サーヴィター           | -                | ワリェッペン ＋ ラルヴァ                             |
| 214 | ナイトゴーント         | Lv20             | ヴァンパイアバット ＋ サーヴィター                   |
| 215 | ビヤーキー             | Lv50             | （ピクシー（グループ）orキラーホーネット） ＋ ミ＝ゴ |
| 216 | ハンティングホラー     | -                | ドール ＋ ミ＝ゴ                                     |
| 217 | フライングポリープ     | 血の渇望         | サウジーネ ＋ サーヴィター                           |
| 218 | スターヴァンパイア     | 神格化           | サキュバス ＋ フライングポリープ                     |
| 219 | チャウグナルファウグン | -                | ?                                                    |
| 220 | ガ・ショゴス           | Lv50             | 外来系 ＋ 外来系                                     |
| 221 | ショゴス               | 古の書物         | ガ・ショゴス ＋ ガ・ショゴス                         |
| 222 | オールドワン           | -                | -                                                    |
| 223 | イボニーシード         | Lv2              | ペアキャロット ＋ サーヴィター                       |
| 224 | ダークヤング           | 神格化           | ?                                                    |
| 225 | シュブ＝ニグラス       | -                | -                                                    |
| 226 | ミ＝ゴ                 | 神格化           | ?                                                    |
| 227 | ガタノトーア           | 旧神の印         | ?                                                    |
| 228 | ラーン＝テゴス         | -                | -                                                    |
| 229 | ディープワン           | Lv99             | マーメイド ＋ サーヴィター                           |
| 230 | ダゴン                 | 旧神の印         | ?                                                    |
| 231 | クトゥルフ             | -                | -                                                    |
| 232 | ティンダロスハウンド   | 神格化           | ケルベロス ＋ スターヴァンパイア                     |
| 233 | ツァール               | 旧神の印         | ?                                                    |
| 234 | ハスター               | -                | -                                                    |
| 235 | ウルム・アト＝タウィル | 旧神の印         | クトゥルフ ＋ ハスター                               |
| 236 | ヨグ＝ソトース         | トラペゾヘドロン | -                                                    |
| 237 | ナイアーラトテップ     | -                | -                                                    |
| 238 | ウボ＝サスラ           | Lv50             | ショゴス ＋ （シュブ＝ニグラスorラーン＝テゴス）     |
| 239 | アブホース             | 旧神の印         | シュブ＝ニグラス ＋ ラーン＝テゴス                   |
| 240 | アザトース             | -                | -                                                    |

#### 人造系
| No. | Name               | 変体条件 | 合成方法                                 |
| --- | ------------------ | -------- | ---------------------------------------- |
| 241 | マリオネット       | Lv10     | 精霊系 ＋ 人造系                         |
| 242 | ガーゴイル         | Lv20     | ?                                        |
| 243 | グロッグゴーレム   | -        | ?                                        |
| 244 | ホーンビートル     | Lv10     | 虫系 ＋ 人造系                           |
| 245 | ビーウイング       | Lv20     | ?                                        |
| 246 | サイコマンティス   | -        | ?                                        |
| 247 | ステアメイド       | Lv20     | 人造系 ＋ 人造系                         |
| 248 | ニッキラビット     | Lv99     | ?                                        |
| 249 | アルブル           | -        | ?                                        |
| 250 | ソーラーフラワー   | Lv10     | 植物系 ＋ 人造系                         |
| 251 | グラッカリン       | Lv20     | ?                                        |
| 252 | フロートマイン     | -        | ?                                        |
| 253 | イチャリポス       | Lv20     | 鳥系 ＋ 人造系                           |
| 254 | ロンプハイエ       | 龍の涙   | ?                                        |
| 255 | ドラグーン         | -        | -                                        |
| 256 | アブトー           | Lv20     | 水棲系 ＋ 人造系                         |
| 257 | タイガーシャーク   | 龍の涙   | ?                                        |
| 258 | ドラゴンスクリュー | -        | -                                        |
| 259 | コカトリス         | Lv20     | 使徒系 ＋ 人造系                         |
| 260 | キメラ             | Lv50     | ?                                        |
| 261 | グリフォン         | -        | ?                                        |
| 262 | オルトロス         | Lv20     | 獣系 ＋ 人造系                           |
| 263 | ロゴムー           | 龍の涙   | ?                                        |
| 264 | ドラゴンエンジン   | -        | -                                        |
| 265 | インペリアック     | Lv20     | ソーラーフラワー（グループ） ＋ アルブル |
| 266 | ウォーパス         | Lv50     | ?                                        |
| 267 | サイアンゲープ     | -        | ?                                        |
| 268 | スライム           | Lv20     | 外来系 ＋ 人造系                         |
| 269 | カオススライム     | Lv50     | カオス64以上で失敗時                     |
| 270 | ラストスライム     | -        | ?                                        |

### アイテム
| Name                 | 材料１               | 材料２               | コメント                   | 生産方法・戦闘用・移動アイテム効果 |
| -------------------- | -------------------- | -------------------- | -------------------------- | ---------------------------------- |
| 風の種               | -                    | -                    | アイテム作成材料           | 森林20% - 44%                      |
| 深緑の種             | -                    | -                    | アイテム作成材料           | 森林45% - 69%                      |
| 無限の種             | -                    | -                    | アイテム作成材料           | 森林70% -                          |
| 水の種               | -                    | -                    | アイテム作成材料           | 海洋20% - 44%                      |
| 紺碧の種             | -                    | -                    | アイテム作成材料           | 海洋45% - 69%                      |
| 極寒の種             | -                    | -                    | アイテム作成材料           | 海洋70% -                          |
| 地の種               | -                    | -                    | アイテム作成材料           | 農地20% - 44%                      |
| 琥珀の種             | -                    | -                    | アイテム作成材料           | 農地45% - 69%                      |
| 再生の種             | -                    | -                    | アイテム作成材料           | 農地70% -                          |
| 火の種               | -                    | -                    | アイテム作成材料           | 市街20% - 44%                      |
| 真紅の種             | -                    | -                    | アイテム作成材料           | 市街45% - 69%                      |
| 灼熱の種             | -                    | -                    | アイテム作成材料           | 市街70% -                          |
| 混沌の種             | 水の種               | 火の種               | 戦闘用                     | 外来モンスター獲得gp100倍          |
| コントラスト         | 紺碧の種             | 真紅の種             | 戦闘用                     | 機械モンスター獲得gp100倍          |
| 天地の理             | 深緑の種             | 琥珀の種             | 戦闘用                     | 神聖・邪悪モンスター獲得gp100倍    |
| ダブルスパイラル     | 天地の理             | コントラスト         | 戦闘用                     | 機械モンスター経験値100倍          |
| 冥王の印             | 地の種               | 混沌の種             | 戦闘用                     | 邪悪モンスター経験値100倍          |
| 天王の印             | 風の種               | 混沌の種             | 戦闘用                     | 神聖モンスター経験値100倍          |
| 吹き荒れる嵐         | 風の種               | 無限の種             | 戦闘用                     | 鳥モンスター経験値100倍            |
| 渦巻く潮流           | 水の種               | 極寒の種             | 戦闘用                     | 水棲モンスター経験値100倍          |
| 聳え立つ巨木         | 地の種               | 再生の種             | 戦闘用                     | 植物モンスター経験値100倍          |
| 燃えさかる炎         | 火の種               | 灼熱の種             | 戦闘用                     | 虫モンスター経験値100倍            |
| 曼珠沙華             | 無限の種             | 再生の種             | 治療（全）                 | -                                  |
| 青きコランダム       | 琥珀の種             | 紺碧の種             | 戦闘用                     | 水棲モンスター獲得gp100倍          |
| 赤きコランダム       | 琥珀の種             | 真紅の種             | 戦闘用                     | 虫モンスター獲得gp100倍            |
| 色持たぬ宝石         | 青きコランダム       | 赤きコランダム       | 戦闘用                     | 女性モンスター経験値100倍          |
| 泡立つ混沌           | 極寒の種             | 灼熱の種             | 戦闘用                     | 外来モンスター経験値100倍          |
| 魔除けの札           | 地の種               | 火の種               | 魔除け                     | -                                  |
| 青の薬草             | 水の種               | 地の種               | Hpを500ポイント回復        | -                                  |
| 緑の薬草             | 風の種               | 地の種               | Tpを100ポイント回復        | -                                  |
| 天のいのり           | ダブルスパイラル     | 天王の印             | 復活                       | -                                  |
| 解毒薬               | 風の種               | 水の種               | 解毒                       | -                                  |
| 地のいのり           | ダブルスパイラル     | 冥王の印             | 石化解除                   | -                                  |
| 青の回復薬           | 地の種               | 青の薬草             | Hpを2000ポイント回復       | -                                  |
| 緑の回復薬           | 地の種               | 緑の薬草             | Tpを1000ポイント回復       | -                                  |
| 青の奇跡             | 琥珀の種             | 青の回復薬           | Hpを9999ポイント回復       | -                                  |
| 緑の奇跡             | 琥珀の種             | 緑の回復薬           | Tpを9999ポイント回復       | -                                  |
| 紺碧の薬草           | 紺碧の種             | 青の薬草             | Hpを500ポイント回復（全）  | -                                  |
| 深緑の薬草           | 深緑の種             | 緑の薬草             | Tpを100ポイント回復（全）  | -                                  |
| 紺碧の回復薬         | 紺碧の種             | 青の回復薬           | Hpを2000ポイント回復（全） | -                                  |
| 深緑の回復薬         | 深緑の種             | 緑の回復薬           | Tpを1000ポイント回復（全） | -                                  |
| 紺碧の奇跡           | 紺碧の種             | 青の奇跡             | Hpを9999ポイント回復（全） | -                                  |
| 深緑の奇跡           | 深緑の種             | 緑の奇跡             | Tpを9999ポイント回復（全） | -                                  |
| 天王の杖             | 混沌の種             | 天のいのり           | 復活（全）                 | -                                  |
| 解毒の杖             | 深緑の種             | 紺碧の種             | 解毒（全）                 | -                                  |
| 冥王の杖             | 混沌の種             | 地のいのり           | 石化解除（全）             | -                                  |
| 暗礁の海図           | 熱き海流             | 冷たき海流           | モンスターを変化する       | -                                  |
| 熱き海流             | クリムゾンルビー     | 渦巻く潮流           | モンスターを変化する       | -                                  |
| 海王の剣             | インディゴサファイア | 天地の理             | モンスターを変化する       | -                                  |
| 深海の輝石           | テトラウォード       | 水の種               | モンスターを変化する       | -                                  |
| 龍の涙               | ダブルトライゴン     | 色持たぬ宝石         | モンスターを変化する       | -                                  |
| 冷たき海流           | インディゴサファイア | 渦巻く潮流           | モンスターを変化する       | -                                  |
| 七つの大罪           | 積層ヘキサライト     | 曼珠沙華             | モンスターを変化する       | -                                  |
| 氷の花               | 世界樹の花           | 極寒の種             | モンスターを変化する       | -                                  |
| 雷の種               | トワイライトストーン | 吹き荒れる嵐         | モンスターを変化する       | -                                  |
| ジンのランプ         | 天王の印             | 冥王の印             | モンスターを変化する       | -                                  |
| ヒゲ                 | ゴールデントパーズ   | 再生の種             | モンスターを変化する       | -                                  |
| 銀の指輪             | デュアルクレセント   | 色持たぬ宝石         | モンスターを変化する       | -                                  |
| フェアリーの羽       | ディープジェイド     | 風の種               | モンスターを変化する       | -                                  |
| 王女のティアラ       | デュアルクレセント   | ダブルスパイラル     | モンスターを変化する       | -                                  |
| 血の渇望             | クリムゾンルビー     | 曼珠沙華             | モンスターを変化する       | -                                  |
| 炎のつらら           | トワイライトストーン | 燃えさかる炎         | モンスターを変化する       | -                                  |
| 神の印               | ヒエラルキー         | 天王の杖             | モンスターを変化する       | -                                  |
| 天魔の業             | ヒエラルキー         | 冥王の杖             | モンスターを変化する       | -                                  |
| 古の書物             | 神の印               | 天魔の業             | モンスターを変化する       | -                                  |
| 旧神の印             | 積層ヘキサライト     | 混じり合う色         | モンスターを変化する       | -                                  |
| トラペゾヘドロン     | 古の書物             | 旧神の印             | モンスターを変化する       | -                                  |
| 光の玉               | -                    | -                    | アイテム作成材料           | -                                  |
| 火の玉               | -                    | -                    | アイテム作成材料           | -                                  |
| 水の玉               | -                    | -                    | アイテム作成材料           | -                                  |
| 木の玉               | -                    | -                    | アイテム作成材料           | -                                  |
| 土の玉               | -                    | -                    | アイテム作成材料           | -                                  |
| 闇の玉               | -                    | -                    | アイテム作成材料           | -                                  |
| 六曜の玉             | -                    | -                    | アイテム作成材料           | -                                  |
| シルバークリスタル   | 光の玉               | 天王の印             | アイテム作成材料           | -                                  |
| クリムゾンルビー     | 火の玉               | 燃えさかる炎         | アイテム作成材料           | -                                  |
| インディゴサファイア | 水の玉               | 渦巻く潮流           | アイテム作成材料           | -                                  |
| ディープジェイド     | 木の玉               | 吹き荒れる嵐         | アイテム作成材料           | -                                  |
| ゴールデントパーズ   | 土の玉               | 聳え立つ巨木         | アイテム作成材料           | -                                  |
| ダークオニクス       | 闇の玉               | 冥王の印             | アイテム作成材料           | -                                  |
| 混じり合う色         | 六曜の玉             | 泡立つ混沌           | アイテム作成材料           | -                                  |
| 世界樹の花           | 六曜の玉             | 曼珠沙華             | アイテム作成材料           | -                                  |
| ダブルトライゴン     | 六曜の玉             | ダブルスパイラル     | アイテム作成材料           | -                                  |
| トワイライトストーン | クリムゾンルビー     | インディゴサファイア | アイテム作成材料           | -                                  |
| デュアルクレセント   | ディープジェイド     | ゴールデントパーズ   | アイテム作成材料           | -                                  |
| ヒエラルキー         | シルバークリスタル   | ダークオニクス       | アイテム作成材料           | -                                  |
| テトラウォード       | デュアルクレセント   | トワイライトストーン | アイテム作成材料           | -                                  |
| 積層ヘキサライト     | ヒエラルキー         | テトラウォード       | アイテム作成材料           | -                                  |
| 空間の歪み           | 曼珠沙華             | 泡立つ混沌           | 瞬時に場所を移動する       | 自国に移動                         |
| 旅の記憶             | 空間の歪み           | 火の種               | 瞬時に場所を移動する       | アイテムを買った国に移動           |
| 旅の記憶             | 空間の歪み           | 真紅の種             | 瞬時に場所を移動する       | アイテムを買った国に移動           |
| 旅の記憶             | 空間の歪み           | 灼熱の種             | 瞬時に場所を移動する       | アイテムを買った国に移動           |

## PlayStation版

### PS版の概要
前述の通り、リアルタイムストラテジーの要素を付加されて移植された作品。3Dフィールド空間でサモナーを実際に動かし、時間単位で上昇するMPを消費してモンスターを召喚、そのモンスターに指示および操作を行える。即時行動することが必要になったため、より戦略性が高くなっている。
4人の主人公で異なる内容となるシナリオモードのほかに2人対戦も可能。また、シナリオモードのクリアにより、主人公以外を操作できるエクストラモードと、2人対戦モードでCPUと対戦可能になる対comモードが解放される。
デッキには、召喚して使役するモンスター、モンスターに使用する強化・移動・補助などの魔法、サモナー（プレイヤー）の性能に影響を与えるアイテムを装備可能。
登場するモンスターと使用するサマナーの勢力は、CGI版第三弾の、「神族」、「人造」、「自然」、「外来」に、PS版オリジナルモンスターで構成された「特殊」の5種となっている。召喚したモンスターは指示によって自動で操作され、指示は静止・追従・攻撃を各モンスター個別または全体一括で行える。また、選択したモンスターを自分で操作をすることも可能だが、プレイヤーの分身であるサモナーが無防備になる。死亡したモンスターは、魔術の「シールドケイジ」で回収・捕獲することで、自分のモンスターなら再召喚が可能になり、相手のモンスターなら勝利後に獲得することができる。逆に捕獲されると戦闘後にモンスターを失う。自分のモンスターである場合、別の魔術「スレショールド」で生存中に自分の手札に戻すこともできる。メインシナリオでは特定のサモナーに勝利することで、新たな魔法やアイテムを獲得することもある。

### PS版の登場キャラクター
- メインシナリオの主人公

コイン（声：石田彰）
ハーネット（声：松谷彼哉）
ビッシュ（声：大川透）
ケイス（声：宮本充）
- メインシナリオでの対戦相手

パルア（声：氷上恭子）
ウラムルト（声：水野龍司）
コムト（声：北村弘一）
召喚師（声：坪井智浩）
ネリエット（声：沢海陽子）
オンエット（声：田村真紀）
バレッキ（声：納谷六朗）
タラス（声：真殿光昭）
ウプル（声：平田広明）
クンク（声：星野充昭）
ヴッコ（声：坂東尚樹）
ロフリア（声：湯屋敦子）
ウルト（声：岡村明美）

### PS版の製作スタッフ
- ゲーム開発：リンドブルム
- モンスターデザイン：マイケル原腸、秋荒摩、原田吉朗、岡本秀郎
- 世界設定：希都宏
- キャラクターデザイン：赤坂健
- ゲームデザイン：永井秀明、吉川太
- 音楽：緒方優、関美奈子
- ダイアログディレクター：藤山房伸
- ディレクター：吉川太、小番芳範
- プロデューサー：桐田富和